# Jin Kazama
Jin Kazama (風間仁, Kazama Jin) es un personaje ficticio de la serie de videojuegos Tekken, donde es el protagonista principal y el ganador de la mayor parte de los torneos a lo largo de la saga.
Es un personaje que viste con un pantalón negro con llamas de tono amarillo y rojo, un cinturón de karate, calzado de vendas y guantes protectores.

## Análisis del personaje
Del personaje de Jin Kazama se puede decir sin duda que ha sufrido desde su primera entrega en Tekken 3 el cambio más drástico de todos los personajes de la saga Tekken, es decir, en su estilo de lucha; entre la entrega de Tekken 3 su estilo de combate era el Karate Mishima-Ryu + estilo Kazama-Ryu (en realidad karate estilo Shito Ryu) preservado en las demás partes de la saga por Devil Jin, y en Tekken 4, su estilo de combate cambia totalmente ya que Jin abandona el estilo Mishima y hasta Tekken 7, conserva el estilo de lucha que se le atribuyó en Tekken 4, el Karate Kyokushinkai.
Por otro lado, el estilo de lucha del Jin Kazama en Tekken 3 se ha recuperado para otro personaje de la última entrega; Devil Jin, su alter ego diabólico. Además, Jin Kazama es uno de los personajes más carismáticos de la saga, lo que le ha valido para ser prácticamente el protagonista autoproclamado del juego, siendo el arquetipo de personaje que, aunque atormentado por su pasado, es justo y benévolo (a pesar de la influencia de su alter ego diabólico Devil Jin).

## Historia

### Orígenes
Jun Kazama había participando en el II Torneo del Rey del Puño de Hierro ―que se desarrolla en el Tekken 2― con el objetivo de desvelar las oscuras acciones que llevaba a cabo la Mishima Zaibatsu, dirigida por Kazuya Mishima. Jun y Kazuya se conocieron durante el torneo, surgiendo el amor entre ellos. Debido a ello, Jun quedó embarazada.
Kazuya fue derrotado y presuntamente asesinado por su padre, Heihachi Mishima, quien volvió a tomar control de la Mishima Zaibatsu. Jun huyó a las montañas de Yakushima, donde dio a luz a su hijo, Jin. Jun crio allí a su hijo, enseñándole el kárate estilo Kazama.
15 años después, una criatura llamada Ogre hizo aparición. Tiempo atrás, y, como si conociera su destino, Jun le dijo a su vástago que si algo le pasara, acudiera junto a su abuelo, Heihachi Mishima. Jun y Ogre empezaron a combatir, pero cuando Jin trató de ayudar a su madre, fue rápidamente noqueado. Tras despertarse, Jin no encontró rastro ni de Ogre ni de su madre.

### Tekken 3
Siguiendo el último deseo de su madre, Jin acude junto a Heihachi, el cual accede a entrenarlo y hacerse cargo de él. Heihachi no hizo esto porque sintiera algún tipo de aprecio por su nieto, sino porque deseaba hacerse con el poder de Ogre, planeando emplear a Jin como cebo para lograrlo. Por otra parte, estaba interesado en el Gen Diabólico, característico de la rama materna de los Mishima y que poseían tanto Kazuya como Jin.
Jin acude a la Universidad Politécnica Mishima, donde se hace amigo de Ling Xiaoyu. También comienza a entrenarse en el kárate Mishima, adiestrado por su abuelo.
Tres años después, Jin completa su entrenamiento. Al mismo tiempo, Heihachi convoca el III Torneo del Rey del Puño de Hierro, con la esperanza de que Ogre aparezca y pueda vengar a su madre. En el torneo, Jin llega hasta el templo donde lo estaba aguardando Ogre. Allí lo espera Heihachi, dispuesto a comprobar si Jin es lo suficientemente poderoso como para vencer a Ogre, siendo derrotado por su nieto. Es entonces cuando Ogre hace aparición; Jin, lleno de rabia y ansias de venganza, lo derrota. Ogre absorbe entonces el poder del noqueado Heihachi Mishima y se transforma en su verdadera forma, True Ogre, el cual es derrotado igualmente por Jin.
Heihachi Mishima, al comprobar que Ogre ha desaparecido y que ya no puede hacerse con su poder, decide deshacerse de Jin, ordenando a sus Fuerzas Tekken que le disparen, incluso él mismo le da el tiro de gracia. Sin embargo, Jin resulta ileso y despierta por primera vez el Gen Diabólico, transformándose así en Devil Jin; elimina a los soldados y arroja a Heihachi a través de las paredes del templo, para después marcharse volando.

### Tekken 4
Tras los sucesos de Tekken 3, Jin se retiró a Brisbane, Australia. Odiando y despreciando todo lo que tuviera que ver con su linaje Mishima: el Gen Diabólico, su estilo de pelea o la tutela de Heihachi, Jin abandonó el estilo Mishima para practicar el karate estilo kyokushinkai.
Jin ardía en deseos de vengarse de Heihachi y de acabar con el linaje maldito de los Mishima. Al oír que se convocaba el IV Torneo del Rey del Puño de Acero, Jin decidió participar para resolver sus asuntos pendientes.
Jin tenía que acudir a enfrentarse a su padre, Kazuya Mishima, pero resultó que las Fuerzas Tekken le tendieron una emboscada. Jin pudo acabar con algunos de ellos, pero eran demasiados, siendo reducido y capturado. Jin fue trasladado al templo de Hon-Maru, donde fue encadenado. Comenzó a sufrir extrañas alucinaciones, cuando de repente se despierta al oír la voz de su padre, Kazuya. Nada más verlo, Jin despertó todo el odio y resentimiento que tenía contra los Mishima, lanzándose a pelear contra él. En el combate que se sucedió, Jin salió vencedor y Kazuya quedó inconsciente. Heihachi aprovechó la oportunidad para reclamar el poder de Jin, combatiendo contra éste, pero siendo igualmente derrotado. Cuando Jin se disponía a darle el golpe de gracia y así vengarse por lo sucedido hacía dos años, contempló una imagen de su madre, lo que le hizo dejar vivir a Heihachi. En ese momento, unas alas negras surgen de su espalda; antes de marcharse volando, le dice unas últimas palabras a Heihachi: «dale las gracias a mi madre, Jun Kazama».

### Tekken 5/Tekken 5: Dark Resurrection
Tras derrotar a su padre y a su abuelo en Hon-Maru, Jin se elevó sobre los cielos al despertar su Gen Diabólico. Se despertó en mitad de un bosque arrasado, dándose cuenta de que él fue el causante.
Jin regresó a las montañas de Yakushima, donde había sido criado por su madre. Allí comenzó a ser acosado por visiones relacionadas con el Gen Diabólico. Temiendo lo que esto podría representar, al oír que se convocaba el V Torneo del Rey del Puño de Acero, Jin decidió inscribirse guiado por la voluntad de cumplir con su destino.
En el torneo volvió a encontrarse con su viejo rival, Hwoarang, a quien incluso dejó gravemente herido al transformarse en Devil Jin. Tras llegar a la final del torneo, Jin hizo frente a su bisabuelo, Jinpachi Mishima, el fundador de la Mishima Zaibatsu. Jinpachi había sido encerrado por Heihachi bajo el templo de Hon-Maru, siendo poseído por un espíritu maligno (y no por el Gen Diabólico como se pensó en primer lugar) y liberado cuando Hon-Maru fue destruido. Jin logró derrotar a Jinpachi, acabando con él de una vez por todas y convirtiéndose en el nuevo líder de la Mishima Zaibatsu.

### Tekken 6/Tekken 6: Bloodline Rebellion
Convertido en líder de la Mishima Zaibatsu, Jin desata una conflagración global, lanzando campañas de conquista por todo el mundo empleando a las Fuerzas Tekken y los recursos de la Mishima Zaibatsu. Mediante el control de su tecnología, la mayoría de los ejércitos de muchas naciones quedaron inutilizados, y pronto cayeron en la anarquía o bajo el dominio de la Mishima Zaibatsu. El mundo contiene el aliento mientras la Corporación G, liderada por su padre Kazuya, se presenta como la mayor oposición a Jin en sus planes de dominación. Como forma de atraer a todos sus rivales, Jin convoca el nuevo VI Torneo del Rey del Puño de Hierro.
A Jin le surge un nuevo enemigo: Lars Alexandersson, quién es nada más y nada menos que su tío, siendo hijo ilegítimo de Heihachi Mishima y comanda a los rebeldes de las Fuerzas Tekken, quienes combaten contra la Mishima Zaibatsu.
Jin consigue localizar una extraña fuente de poder que emana desde un templo en el desierto. Allí acude junto a su guardaespaldas Nina Williams, solo para encontrarse que tanto Lars como Kazuya y sus tropas de la Corporación G también han llegado. Kazuya y Lars se enfrentan, descubriéndose que Lars es un hijo ilegítimo de Heihachi y, por lo tanto, perteneciente al linaje Mishima. Kazuya y Lars se enfrentan a las afueras del templo, donde Lars sale vencedor. Cuando Lars derrota a Jin, el revela sus planes; un ser maligno llamado Azazel habita en dicho templo, y su existencia significa la destrucción del mundo. El plan de Jin era provocar que Azazel resurgiese para destruirlo él mismo, a lo que Lars replica que él ya lo ha derrotado, pero Jin afirma que Azazel solo será destruido por alguien que posea el Gen Diabólico. En ese momento, Azazel comienza a surgir fuera del templo; Jin comienza a luchar contra él, pero Azazel resulta ser demasiado fuerte. Poniendo toda su energía en un solo golpe, Jin se arroja junto a Azazel al agujero del que había salido, desapareciendo los dos.
Tras los sucesos del templo, parecía que Jin se había esfumado de la faz de la tierra, y todos lo daban por muerto. Es entonces cuando un equipo dirigido por Raven encuentra su cuerpo inerte.

### Tekken 7
La repentina desaparición de Jin había dejado a Mishima Zaibatsu en un estado de crisis, permitiendo que su abuelo Heihachi Mishima recuperara la compañía en su ausencia.
Después de su supuesto sacrificio para derrotar a Azazel que eventualmente lo puso en un estado comatoso, su cuerpo ahora está bajo la custodia de la ONU, hasta que su Gen Diabólico vuelve a rebelarse y provoca la destrucción del helicóptero. Despertando en un estado muy debilitado, Jin camina sin rumbo por el desierto bajo las tormentas de arena del Medio Oriente. Cuando los soldados árabes lo encuentran, Jin inconscientemente desencadena un rayo láser hacia el cielo, enviando a todos los soldados volando. Jin pronto llega a un mercado cercano, sin saber por qué él está allí. Estando a punto de ser capturado por los soldados árabes que continuamente lo persiguen y sucumbir a sus heridas, es rescatado por Lars Alexandersson. Lars rápidamente rescata a Jin y lo lleva a su vehículo, alejándolo de sus captores.
Jin es transportado más adelante a una cámara médica en Violet Systems para recuperarse del estado en el que se encuentra. Sin embargo, Nina Williams, quien se ve forzada a trabajar para Heihachi, se infiltra en la instalación junto con un escuadrón de soldados de Tekken Force para recuperar a Jin y llevarlo de vuelta a Mishima Zaibatsu. Pero su plan es frustrado por Lee Chaolan, quien pone a salvo a Jin mientras él remotamente destruye el lugar.
Al fin despertando de su coma después de la verdadera muerte de Heihachi, Jin es encomendado por Lars para perseguir y dar caza a Kazuya. Él lo jura, afirmando que ahora es el único que puede detener a su padre debido al Gen Diabólico que corre por sus venas.

### Tekken 8
Luego de despertar de su coma, Jin es ahora capaz de dominar su Gen Diabólico. Ayudado por su madre Jun Kazama y por su tío Lars Alexandersson, se dispone a acabar con su padre, Kazuya Mishima, el cual sigue planeando dominar el mundo y, también, convoca el VIII torneo del rey del puño de hierro.

### Tekken: linaje
Jin Kazama será el protagonista de esta nueva serie de Tekken: Linaje confirmada en Netflix para el 2022.